# ميخائيل موريتز
ميخائيل موريتز (بالإنجليزية: Michael Moritz)‏ هو عالم حاسوب بريطاني، ولد في 12 سبتمبر 1954 في كارديف في المملكة المتحدة.

## وصلات خارجية
- ميخائيل موريتز على موقع إن إن دي بي (الإنجليزية)